# Kurzętnik
Kurzętnik est une gmina rurale du powiat de Nowe Miasto, Varmie-Mazurie, dans le nord de la Pologne. Son siège est le village de Kurzętnik, qui se situe environ 2 km au sud de Nowe Miasto Lubawskie et 75 km au sud-ouest de la capitale régionale Olsztyn.
La gmina couvre une superficie de 149,86 km2 pour une population de 8 646 habitants.

## Géographie
La gmina inclut les villages de Bratuszewo, Brzozie Lubawskie, Kąciki, Kacze Bagno, Kamionka, Krzemieniewo, Kurzętnik, Lipowiec, Małe Bałówki, Marzęcice, Mikołajki, Nielbark, Ostrówki, Otręba, Rygiel, Sugajenko, Szafarnia, Tereszewo, Tomaszewo, Wawrowice et Wielkie Bałówki.
La gmina borde les gminy de Biskupiec, Brzozie, Grodziczno, Nowe Miasto Lubawskie et Zbiczno.